# Jordi Gual Solé
Jordi Gual Solé (Lleida, 1957) és un economista català, Doctor en Economia per la Universitat de Berkeley, que fou president de CaixaBank entre 2016 i 2021.

## Trajectòria
Jordi Gual és catedràtic d'Economia de l'IESE i Research Fellow del Center for Economic Policy Research de Londres. És doctor per la Universitat de Califòrnia (Berkeley). Entre el 1994 i el 1996 va ocupar la Direcció General d'Afers Econòmics i Financers de la Comissió Econòmica Europea a la UE. Es va incorporar el 2005 al Grup La Caixa i també ha estat director executiu de planificació estratègica i economista en cap a CaixaBank i director general de planificació i desenvolupament estratègic de Criteria Caixa. El 2016 havia tutelat els tres últims plans estratègics de CaixaBank.
El 28 de juny de 2016 es va anunciar que substituiria Isidre Fainé i Casas com a president de CaixaBank, i es va mantenir en el càrrec fins al 30 de març de 2021 quan, després de la fusió amb Bankia, va cedir el seu lloc a José Ignacio Goirigolzarri. El 16 d'abril de 2021, es va anunciar que seria nomenat president de VidaCaixa.
Al llarg de la seva trajectòria ha passat per consells d'administració per diverses companyies, com Repsol i Telefónica i ha publicat diversos llibres sobre economia i finances.